# 拉帕努伊语
拉帕努伊语是一种东波利尼西亚语言，使用者分布在復活節島。据2002年智利人口普查，复活节岛和智利本土有3700人认为自己是拉帕努伊人。拉帕努伊语是一种弱势语言，现在的拉帕努伊成年人大多会西班牙语，孩童通常先学习西班牙语，晚些才学拉帕努伊语。

## 语音
拉帕努伊语有10个辅音、5个元音。

### 辅音
|      | 唇音 | 齿龈音 | 软腭音 | 声门音 |
| ---- | ---- | ------ | ------ | ------ |
| 鼻音 | m    | n      | ŋ      |        |
| 塞音 | p    | t      | k      | ʔ      |
| 擦音 | v    |        |        | h      |
| 闪音 |      | ɾ      |        |        |

### 元音
|        | 前元音 | 央元音 | 后元音 |
| ------ | ------ | ------ | ------ |
| 高元音 | i      |        | u      |
| 中元音 | e      |        | o      |
| 低元音 |        | a      |        |
所有元音可长可短，一般在词尾强调时發长音。 大多元音序列都有， *uo除外。重复序列只在eee （“是”）中出现。

## 拼寫
拉帕努伊語使用拉丁字母拼音。軟顎鼻音/ŋ/一般使用g表示，但有時候會使用ng。 而聲門塞音/ʔ/以 ' 表示。
在還未使用拉丁字母拼寫前，拉帕努伊語被部份歷史學家認為該語言是用一種類文字朗格朗格所拼寫，但目前還未找到兩者相關聯的證據。

## 構詞
拉帕努伊語的音節為CV或V，沒有複輔音，並有強烈開音節的特徵。

### 疊詞
拉帕努伊語中，詞彙可藉由不同方式的重疊，構成新的詞彙。
- 名詞重疊→形容詞
  - 'ehu (薄霧) → 'ehu 'ehu (深灰)
  - tea (黎明) → tea tea (白)

## 句法

### 次序
拉帕努伊语采用谓主宾语序。使用感官动词时除外，这时该动词的宾语以关系副词i标记。
e.g.: He hakahu koe i te rama (关系副词和宾语粗体显示)
"你点燃那支火把"
运用感官动词处助于以施动副词 e标记。
e.g.: He tikea e au te poki (关系副词和主语粗体显示)
"我能看见那个孩子"

### 疑问句
与陈述句不同，疑问句会采用特殊语调。不期望特定回答的句子则不变调。期望得到肯定回答的句子以'hoki'开头。

### 连词
拉帕努伊语本无连接副词。连系、否定或转折的关系是由上下文和句子顺序来体现。现代拉帕努伊语则引入了西班牙语的连词。

### 所有
所有关系分可让变与不可让变两种。这种区别由代词前插入的从属副词表现。
从属副词:
- a (可让变)
- o (不可让变)

暂时和永久属有，所有物的性质，过去现在和未来所有的不同无法用标记加以区分。

### 感叹词
Ko和ka是感叹指示词。
Ko表示个人的反应:
Ko te aroha (可怜的东西!)
Ka表对外部事件的判断:
Ka haʻakiʻaki (说出整个经过！)

### 复合词
拉帕努伊语本来没有的词以合成的方式制造：
patia ika = (‘矛+鱼’) = 鱼叉
patia kai = (‘矛+食物’) = 餐叉
kiri vaʻe = (‘皮+脚’) = 鞋
manu patia =(‘鸟+矛’) = 黄蜂
pepe hoi = (‘凳+马’) = 马鞍
pepe noho =(‘凳+支撑物’) = 椅子

## 外部連結
- Old Rapa Nui dictionary: Internet Archive version from 2007-10-16
- Rapa Nui Swadesh vocabulary list (Wiktionary)
- Rapa Nui words from the Austronesian Basic Vocabulary Database
- Miki Makihara (Queens College), has several papers on contemporary Rapa Nui language and language revival efforts
- Audio for You Can Be God's Friend! (Brochure on mp3) (ZIP file)
- 拉帕努伊语在《民族語》的連結